# HD 48501
HD 48501，又名BD-22 1505，SAO 172204、HR 2481，是一颗恒星，视星等为6.13，位于銀經232.26，銀緯-11.84，其B1900.0坐标为赤經6h 38m 33.3s，赤緯-22° -11.84′ 11″。